# 1170-е годы
1170-е (ты́сяча сто семидеся́тые) го́ды по юлианскому календарю — промежуток времени с 1 января 1170 года по 31 декабря 1179 года, включающий 1170 год 7-го десятилетия   и с 1171 по 1179 годы    8-го десятилетия XII века 2-го тысячелетия.  Они закончились 846 лет назад.

## Важнейшие события

### Киевская Русь
После разорения Киева 1169 года Андреем Боголюбским центр власти в Киевской Руси сместился к Владимиро-Суздальскому княжеству. Андрей Боголюбский не пожелал княжить в Киеве, а посадил там своего брата Глеба. В 1171 году киевляне убили Глеба Юрьевича, а на киевском престоле три месяца сидел Владимир Мстиславич. Андрей Боголюбский велел ему уйти из Киева, но старый князь умер после трёх месяцев княжения. Михаил Юрьевич, ещё один брат Андрея Боголюбского, отказался от Киева, и Боголюбский посадил там смоленского князя Романа Ростиславича.
Когда владимирский князь потребовал выдачи людей, на которых ему донесли, как на убийц Глеба, Роман Ростиславич не подчинился, и в 1173 году Андрей Боголюбский вновь собрал широкую коалицию князей для похода на Киев. На этот раз поход потерпел неудачу. Войска Боголюбского легко захватили уже разорённый ранее Киев, однако Мстислав Ростиславич, которого Боголюбский считал организатором неповиновения, засел в Вышгороде и выдержал осаду до подхода подкрепления из Волыни и Галича. Войско Боголюбского разбежалось. Ростиславичи отдали киевский престол волынскому князю Ярославу Изяславичу, старшему в роде.
В 1174 году собственные бояре убили во Владимире-на-Клязьме Андрея Боголюбского. После периода грабежей и беспорядков началась борьба за владимирский престол, в которую вмешивались Ростов и Чернигов. Смятение завершилось в 1176 году, когда во Владимире надолго утвердился брат Боголюбского Всеволод Большое Гнездо.
А на киевский престол сел черниговский князь Святослав Всеволодович. Он захватывал Киев дважды. В первый раз, в 1174 году, он сразу же вернулся в Чернигов, уступив Роману Ростиславичу смоленскому, а второй раз, в 1176 году, сел в Киеве крепко.
Во Владимире-Волынском княжил Роман Мстиславич, а в Галиче Ярослав Осмомысл.

### Восточная Европа
Польша оставалась раздроблённой. В 1173 году великим князем стал Мешко III Старый, но в 1177 году его прогнали из Кракова, и его заменил Казимир II Справедливый.
В 1172 году Бела III стал королём Венгрии, которая находилась в сфере влияния Византии. Но в 1180 году, после смерти византийского императора Мануила I Комнина, Бела III вернул Венгрии Хорватию и Далмацию.
Жупан Рашки Стефан Неманя также воспользовался проблемами в Византии, чтобы получить независимость.

### Западная Европа
Император Священной Римской империи Фридрих Барбаросса продолжал свои попытки покорить города-государства Северной Италии, но в 1176 году потерпел поражение от Ломбардской лиги в битве при Леньяно. Это поражение заставило его искать примирения с ломбардцами и с папой римским Александром III. Мир был заключён в 1177 году в Венеции. Император признал папу, что позволило тому вернуться в Рим. Антипапа Каликст III отрёкся от своих претензий на Святой Престол, антипапу Иннокентия III сослали в монастырь. В 1178 году Фридрих Барбаросса короновался королём Бургундии. В 1180 году Барбаросса отобрал большинство владений у герцога Саксонии Генриха Льва, который отказался прислать ему помощь в Италию. Баварию получили Виттельсбахи. Саксонию получили Аскании.
В 1179 году состоялся Третий Латеранский собор, который утвердил правила избрания папы римского двумя третями кардиналов, осудил ереси катаров и вальденсов.
Во Франции завершилось правление Людовика VII. Под конец жизни короля разбил паралич, и в 1179 году он короновал своего сына Филиппа II Августа, который вступил на престол в следующем году, после смерти отца. В Англии правил Генрих II Плантагенет. Ему принадлежала также большая часть современной Франции. Англонормандцы подчинили себе Ирландию, но не смогли захватить Уэльс. В 1173 году против Генриха II Плантагенета восстали сыновья, которых поддержала их мать. Генрих открыто жил с любовницей. В 1174 году конфликт с сыновьями удалось уладить. Шотландский король Вильгельм Лев, на свою голову, поддержал сыновей английского короля, попал в плен и вынужден был признать сюзеренитет Генриха Плантагенета над Шотландией.
В Дании правил Вальдемар I Великий. В Швеции с 1173 года Кнут I Эрикссон остался единственным королём. В Норвегии продолжалась гражданская война. Против короля Магнуса V боролись биркебейнеры, которых с 1174 года возглавлял Эйстейн III, а с 1177 года Сверрир Сигурдссон. В 1179 году он нанёс поражение отцу короля ярлу Эрлингу Скакке, а в 1180 году разбил войска Магнуса V.
В 1179 году папа римский Александр III провозгласил Португалию независимым королевством. Португалия и христианские государства Пиренейского полуострова Кастилия, Леон и Арагонское королевство вели войны с Альмохадами, которые продолжали удерживать юг полуострова, как и Северную Африку.

### Византия иБлижний Восток
В начале десятилетия, между 1171 и 1175 годами, Византия имела конфликт с Венецией. Император Мануил I Комнин велел задержать венецианских купцов в Константинополе и конфисковать их имущество. Однако Венеция заключила торговые соглашения с Египтом и военный союз с Сицилийским королевством, и Византии пришлось вернуть её купцам привилегии.
Могущество Византии подорвало поражение в битве 1176 года при Мириокефале от войск Румского султаната. Империя не смогла оправиться от этого удара. В 1180 году умер Мануил Комнин. Его сын, Алексей II Комнин, был ещё маленьким, и власть перешла к его матери-регентше Марии Антиохийской. С этого начался период внутренних раздоров.
В 1171 году Салах ад-Дин стал султаном Египта, Фатимидский халифат прекратил существование. В 1174 году умер правитель Сирии Нур ад-Дин Занги, и Салах ад-Дин захватил Дамаск. До конца десятилетия он продолжал отвоевание Сирии у Зангидов, вёл войны с крестоносцами и ассасинами.
В 1174 году Балдуин IV унаследовал от отца Амори I Иерусалимское королевство. Рост могущества Салах ад-Дина в Египте и Сирии поставило государство крестоносцев под угрозу.

### Азия
В Японии власть крепко держал в своих руках Тайра но Киёмори. Даже когда он, больной, ушёл в монастырь, он продолжал править оттуда. Но в 1180 году началась война Тайра и Минамото, завершившая период Хэйан.
Мухаммад Гури из афганской династии Гуридов начал завоевание Северной Индии, где ему оказывали сопротивление остатки Газневидов и раджпуты.
Хорезм-шахи вели борьбу за независимость против сельджуков и каракитаев в Средней Азии.

## Города
- Коломна (1177 — первое упоминание в Лаврентьевской летописи как пограничного поста Рязанского княжества и торгово-ремесленного центра).

## Родились

### 1170 год
См. также: Категория:Родившиеся в 1170 году
- Фибоначчи — первый крупный математик средневековой Европы (Италия, XIII век) (скончался около 1250 года).
- Святой Доминик — испанский католический монах, проповедник, основатель Ордена доминиканцев (скончался 6 августа 1221 года).
- Вальдемар II Победоносный — король Дании с 1202 года, укрепивший внутреннее и внешнее положение страны (скончался 28 марта 1241 года).

### 1171 год
См. также: Категория:Родившиеся в 1171 году
- Июль — Балдуин I Фландрский, первый император Латинской империи с 1204 года, граф Эно под именем Бодуэн VI де Эно и граф Фландрии под именем Балдуин IX Фландрский с 1195 года, видный фламандский феодал, объединивший под своим скипетром Фландрию и Эно; крестоносец (скончался в 1205 году).
- 15 августа — Альфонсо IX, король Леона и Галисии из Бургундской династии, правивший в 1188—1230 годах (скончался 23 сентября 1230 года).

### 1172 год
См. также: Категория:Родившиеся в 1172 году
- Боэмунд IV — князь Антиохии (1201—1205, 1208—1216, 1219 — март 1233), граф Триполи (1189 — март 1233) (скончался в марте 1233 года).
- 7 апреля — Ростислав Рюрикович, князь торческий (1195—1205), великий князь Киевский (1204—1205), князь вышгородский (1205 — после 1218), князь Галицкий (1210) (скончался после 1218 года).

### 1173 год
См. также: Категория:Родившиеся в 1173 году
- 8 января — Мёэ, японский монах и реформатор школы Кэгон, выдающийся буддийский деятель начала периода Камакура (скончался 19 января 1232 года).
- 23 декабря — Людвиг I Кельгеймский, герцог Баварии с 1183 года из династии Виттельсбахов, младший сын герцога Оттона I и Агнес ван Лооз (скончался 15 сентября 1231 года).

### 1174 год
См. также: Категория:Родившиеся в 1174 году
- март — Филипп I Благородный, маркграф Намюра с 1195 года; второй сын графа Эно Бодуэна V и графини Фландрии Маргариты I Эльзасской (скончался 15 октября 1212 года).
- Ингеборга Датская — королева Франции в 1193 и 1200 — 1223 годах, дочь короля Дании Вальдемара I Великого и Софьи Полоцкой (скончалась 29 июля 1236 года).

### 1175 год
См. также: Категория:Родившиеся в 1175 году

### 1176 год
См. также: Категория:Родившиеся в 1176 году

### 1177 год
См. также: Категория:Родившиеся в 1177 году

### 1178 год
См. также: Категория:Родившиеся в 1178 году

### 1179 год
См. также: Категория:Родившиеся в 1179 году

## Скончались

### 1170 год
См. также: Категория:Умершие в 1170 году
- 22 января — Ван Чунъян, знаменитый даос, основатель школы Цюаньчжэнь во время династии Сун в XII веке (родился 11 января 1113 года.
- 19 августа — Мстислав Изяславич, князь Волынский и великий князь киевский (родился между 1125 и 1135 годами).
- 18 ноября — Альбрехт Медведь, основатель и первый маркграф Бранденбурга с 1157 года (родился около 1100 года).
- 28 ноября — Оуайн ап Грифид, правитель королевства Гвинед на территории Уэльса (родился около 1100 года).
- 29 декабря — Томас Бекет, архиепископ Кентерберийский, конфликтовал с Генрихом II, убит рыцарями короля Генриха II (родился 21 декабря 1118 года).

### 1171 год
См. также: Категория:Умершие в 1171 году
- 3 апреля — Филипп де Милли, (также известен как Филипп из Наблуса), седьмой Великий Магистр Ордена тамплиеров (родился в 1120 году).
- Рабейну Там — внук Раши и один из основателей тосафистской школы, лидер еврейства Франции XII века, поэт (родился в 1100 году).

### 1172 год
См. также: Категория:Умершие в 1172 году
- 4 марта — Иштван III, король Венгрии и Хорватии в 1162—1172 годах, из династии Арпадов (родился в 1147 году).
- 14 октября — Людвиг II Железный, ландграф Тюрингии с 1140 года из династии Людовингов (родился в 1128 году).

### 1173 год
См. также: Категория:Умершие в 1173 году
- 13 августа — Нерсес IV Шнорали, армянский поэт и общественный деятель, католикос Армянской апостольской церкви с 1166 по 1173 годы (родился около 1100 года).
- 15 октября — Петронила Арагонская, королева Арагона с 1137 по 1164 годы, дочь арагонского короля Рамиро II и его жены Агнессы Аквитанской (родилась 29 июня 1136 года).

### 1174 год
См. также: Категория:Умершие в 1174 году
- 18 января — Владислав II, князь Чехии с 1140 года, в 1158—1172 годах — король Чехии, старший сын чешского князя Владислава I и Риксы фон Берг (родился около 1110 года).
- 29 июня — Андрей Юрьевич Боголюбский, князь Вышгородский (1149 и 1155 год), Дорогобужский (1150—1151 годы), Рязанский (1153 год), великий князь Владимирский (1157—1174 годы); убит своими боярами (родился около 1111 года).

### 1175 год
См. также: Категория:Умершие в 1175 году

### 1176 год
См. также: Категория:Умершие в 1176 году

### 1177 год
См. также: Категория:Умершие в 1177 году

### 1178 год
См. также: Категория:Умершие в 1178 году

### 1179 год
См. также: Категория:Умершие в 1179 году